# 후안 소토 (축구 심판)
후안 에르네스토 소토(영어: Juan Ernesto Soto Arévalo, 1977년 10월 14일 ~ )는 베네수엘라의 축구 심판이다. 2005년부터 국제축구연맹 주관 대회의 심판도 맡고 있다.